# Teufelsteine (Heiden)
Die Teufelsteine (Plattdeutsch und Volksmund: Düwelsteene) sind die südwestlichste – im Kernbereich erhaltene – Megalithanlage der Trichterbecherkultur (TBK), entstanden etwa 3470 bis 2760 v. Chr. Das Großsteingrab trägt die Sprockhoff-Nr. 985. und ist das Wahrzeichen der Gemeinde Heiden im Kreis Borken in Nordrhein-Westfalen, die drei Kilometer westlich der Steine liegt.

Wappen von Heiden

Sie finden sich im Wappen der Gemeinde. Neolithische Monumente sind Ausdruck der Kultur und Ideologie neolithischer Gesellschaften. Ihre Entstehung und Funktion gelten als Kennzeichen der sozialen Entwicklung.

## Beschreibung

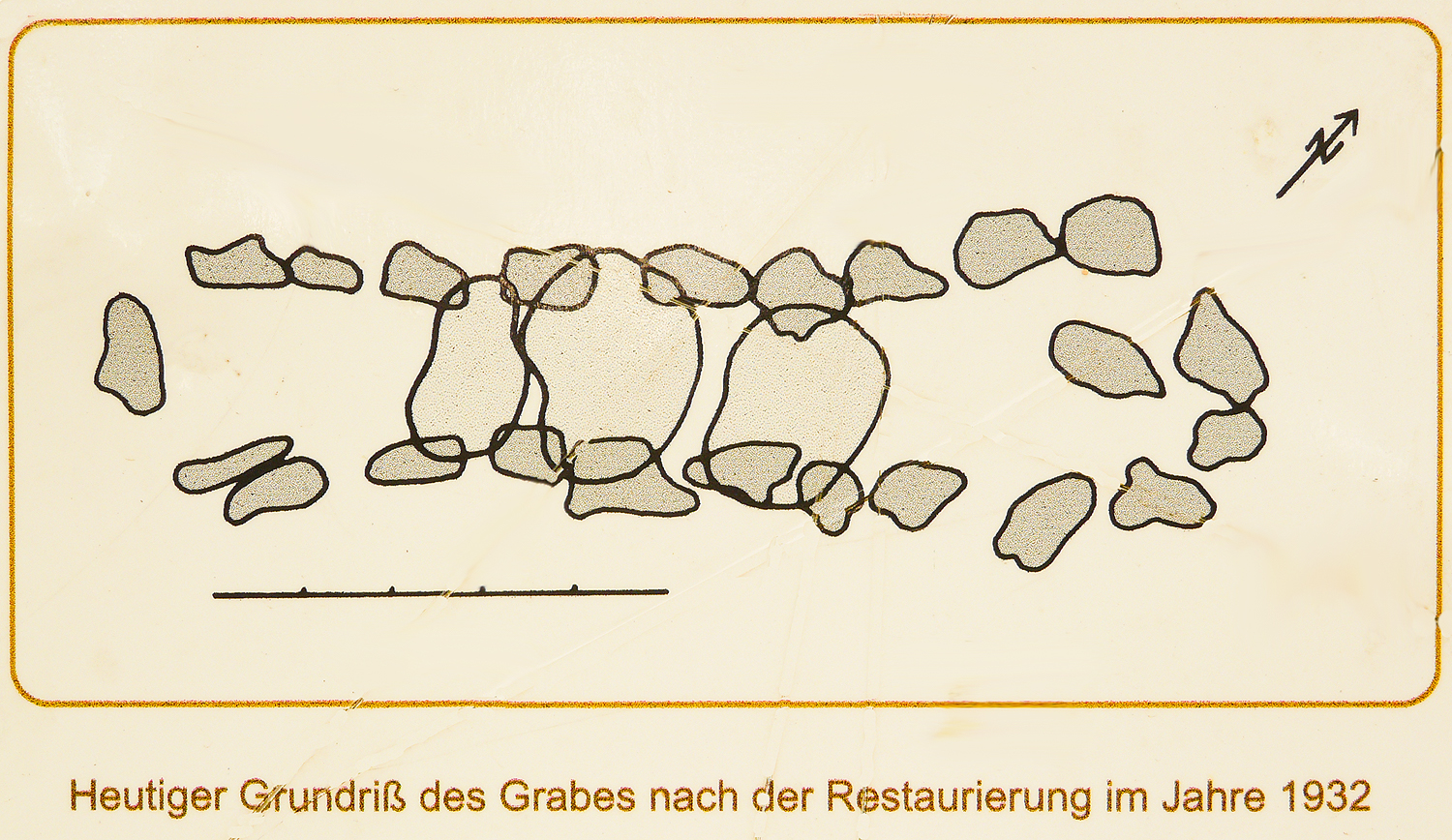
Grundriss des Großsteingrabes (Infotafel an den Düwelsteenen)

Die Teufelsteine sind ein jungsteinzeitliches Ganggrab (Hünengrab) aus kaltzeitlichen Findlingen. Die Steine sind während der Saale-Kaltzeit mit dem Eis aus dem skandinavischen Raum nach Westfalen verbracht worden. Das Hünengrab befindet sich in einer mit Kiefern bewachsenen Dünenlandschaft, die während der letzten Kaltzeit vor rund 50.000 Jahren entstand, als Norddeutschland nicht mehr vom Eis bedeckt war, aber wegen der herrschenden Kälte keine Vegetationsdecke trug, die den leichten Sandboden hätte festhalten können.
Während der jüngeren Steinzeit vor rund 5000 Jahren wurden die bis zu sieben Tonnen schweren und vom Eis geschliffenen Findlinge zu einem Ganggrab von 11,5 m Länge und etwa 1,7 m Breite zusammengestellt. Die Findlinge wurden zur „Baustelle“ geschafft und dort unter Einsatz von Hebeln und Muskelkraft aufgerichtet. Für das Dach der Megalithanlage suchten sich die Baumeister einseitig flache Steine aus. Auf diese Weise entstand eine geschlossene Kammer mit einer Innenhöhle von rund 1,5 m, deren Boden mit Steinplatten gepflastert war.
Bis auf die unbestimmte Anzahl der Decksteine (sieben bis neun) sind die Tragsteine entweder erhalten oder im 18. Jahrhundert ergänzt worden. Der Zugang wird zwischen dem zweiten und dritten Wandstein auf der Südostseite vermutet. Die Anlage war ursprünglich von einem Steinkranz eingefasst, der einen Rundhügel befestigte. Dieser Steinring ist nicht erhalten.
Die Teufelsteine wurden über lange Zeit als Kollektivgrab genutzt. Das Grab enthielt Reste von Bestattungen. Den Toten hatte man Nahrungsvorräte in kunstvoll geformten und verzierten Tongefäßen mitgegeben. Wo die Erbauer der Teufelsteine gelebt haben, ist unbekannt. Aus Funden in der Nähe anderer Großsteingräber kann man jedoch sagen, dass sie Bauern und Viehhalter der TBK waren, die das Ganggrab zwischen 3500 und 2800 v. Chr. errichteten, in rechteckigen Pfostenhäusern wohnten und Weizen und Gerste anbauten.
Die Anlage wurde bereits Anfang des 18. Jahrhunderts durch Jodocus Hermann Nünning (1675–1763) eingehend untersucht. Später wurde die Grabanlage für Bauzwecke geplündert und dabei stark beschädigt. 1932 führten die Heimatvereine Ramsdorf und Borken Ausgrabungen durch und setzten die prähistorische Stätte wieder in Stand. Dabei wurden menschliche Reste und Keramikscherben gefunden.
Die Anordnung der Steine ist wegen der undokumentierten Rekonstruktion im 18. Jahrhundert unsicher. In jüngster Zeit haben sich Risse im größten Stein gebildet, so dass er mit Betonpollern befestigt werden musste. Das Gelände um die Teufelsteine wurde 2005/2006 neu gestaltet.

## Naturräumlich-landschaftliche Zuordnung

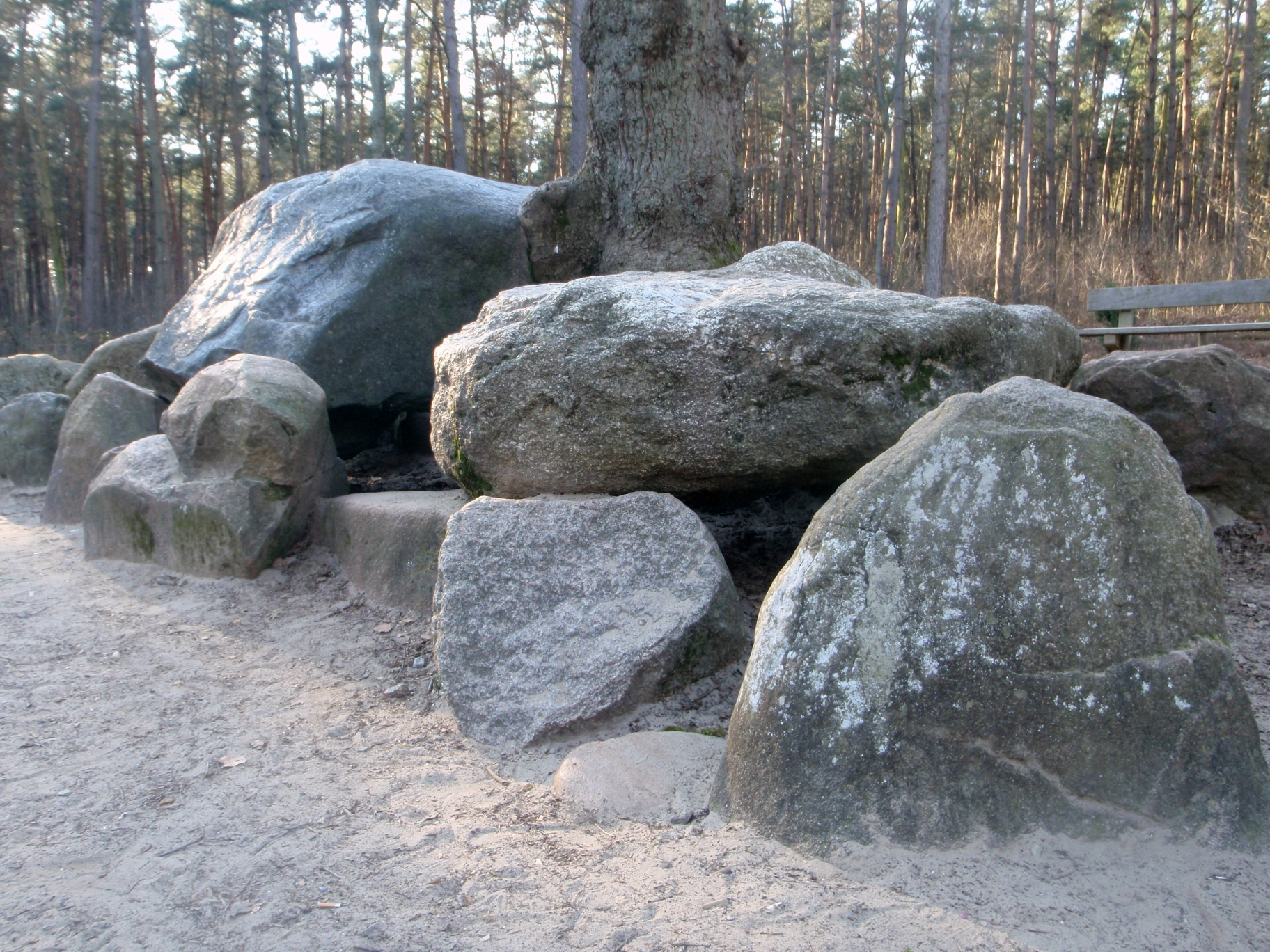
Nahansicht

Naturräumlich liegen die Teufelsteine im westlichen Gebiet der Hülsten-Rekener Kuppen an der südlichen Abdachung der Rekener Berge, beides Teile der Über-Einheit Hohe Mark, die, zusammen mit dem nordwestlichsten Höhenzug Die Berge, unter Rekener Kuppen zusammengefasst werden.
Das Waldgebiet um das Hünengrab wird als Die Uhlen bezeichnet.  In den Uhlen wurde eine Baumsargbestattung gefunden, die von einem Schlüssellochgrab überdeckt war, aus dem 1898 ein jungbronzezeitliches Steilhalsgefäß geborgen wurde. 1969 wurde etwa 300 m südlich der Düwelsteene ein Steindolch und 1970 eine Steinaxt gefunden.

## Sagen und Brauchtum

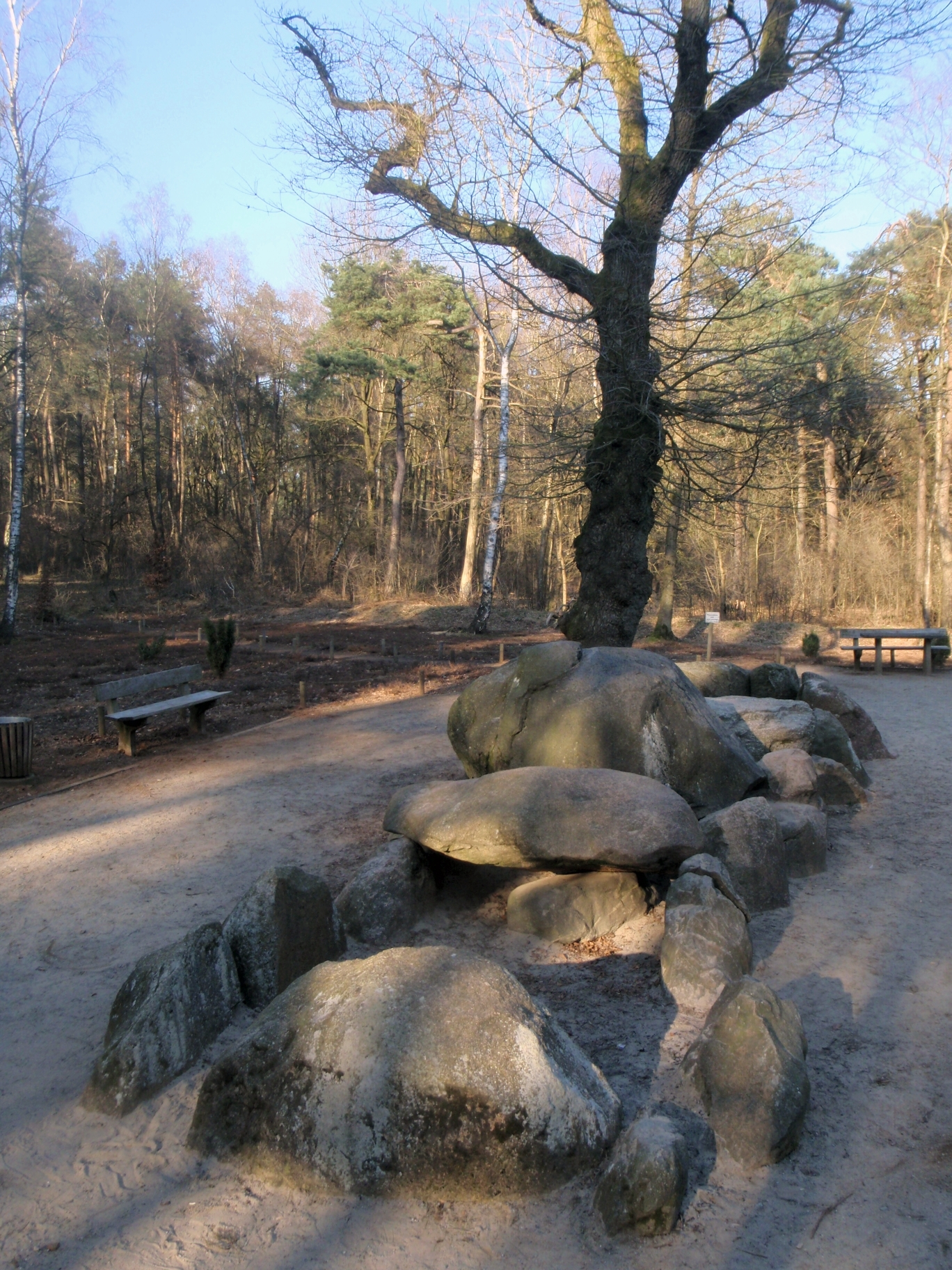
Teufelsteine

Einer Sage zufolge erhielten die Teufelsteine ihren Namen nach einer Begegnung des Teufels mit einem ansässigen Schusterjungen in Heiden. Der Teufel, welcher auf dem Weg nach Aachen war, um den dortigen Dom zu zerstören, trug auf dem Rücken einen großen Sack mit den heute hier liegenden Steinen. Sein Gegenüber führte zwölf Paar zerschlissene Schuhe mit sich. Diesen habe er gefragt, wie weit es denn noch bis Aachen sei. Der Schusterjunge sah die Steine, erkannte den Teufel an seinem Pferdefuß und ahnte böse Absichten. Deshalb habe er dem Teufel die Schuhe gezeigt und erklärt, dass er selbst gerade aus Aachen komme und auf dem Weg nach Heiden all die Schuhe zerschlissen habe, weil es so weit entfernt sei. Der Teufel wäre aber daraufhin so entmutigt gewesen, dass er die Steine auf den Boden geworfen und von dannen gezogen sei.
Nicht nur Kindern sagt man gerne, dass sie die Steine zählen sollen. Beim zweiten Male komme gewiss ein anderes Ergebnis heraus. Man sagt, dass der Teufel in der Zwischenzeit einen Stein entfernt oder wieder dazugelegt habe.
Ebenso wird behauptet, dass niemand die Steine ohne Schaden von ihrer Stelle holen und zerstören könne. Einst holte sich ein Bauer einen flachen Deckstein und verwendete ihn als Platte für seinen neuen Backofen. In der Geisterstunde der folgenden Nacht entstand im ganzen Haus ein Poltern und Lärmen, die Kühe hatten sich im Stalle losgerissen, die Schweine rannten wie toll im Stall umher und die Hühner flatterten entsetzt von ihren Stangen. Bei näherem Hinsehen fand man den neuen Backofen eingestürzt. Aber am folgenden Tage lag der flache Stein wieder an seiner ursprünglichen Stelle in Gesellschaft der anderen Teufelsteine.